# Gunnera annae
Gunnera annae är en gunneraväxtart som beskrevs av Schindler. Gunnera annae ingår i släktet gunneror, och familjen gunneraväxter. Inga underarter finns listade.